# Out of My Hands
Out of My Hands é o quinto álbum de estúdio e terceiro álbum em língua inglesa lançado pelo cantor pop norueguês Morten Harket. Foi lançado em 13 de abril de 2012 através da Island Records. O álbum foi produzido principalmente pelo produtor musical britânico Steve Osborne, que trabalhou com o a-ha em seu nono álbum e assim como o décimo e último de estúdio, respectivamente, Foot of The Mountain (2009) e Cast in Steel (2015). Após o seu lançamento, o álbum recebeu críticas mistas dos críticos de música norueguesa. O álbum Out Of My Hands, alcançou o topo das paradas na Noruega. Em sua estreia, o álbum entrou no segundo lugar, já na segunda semana, o álbum conquistou a primeira posição, enquanto na parada de álbuns da Alemanha, na posição #3.

## Faixas
1. "Scared of Heights"
2. "Keep the Sun Away"
3. "Lightning"
4. "I’m the One"
5. "Quiet"
6. "Burn Money Burn"
7. "When I Reached the Moon"
8. "Listening"
9. "Just Believe It"
10. "Out of My Hands"
11. "Undecided" (faixa bônus)

## Recepção crítica
Nick Levine da BBC deu ao álbum uma crítica favorável, e escreveu: "Há uma dignidade similar ao primeiro álbum solo de Morten Harket desde a separação. É um assunto crescente no gênero synthpop entre suas músicas, que as canções devem variar em ritmo toda sua duração a partir de um lento mid-tempo que logo após alguma duração ela comece á tocar um bastante rápido mid-tempo. Na verdade, Out of My Hands não soa muito diferente dos últimos álbuns do a-ha, mas também é suficientemente fresco para ser notado". Em seu comentário para a Daily Express, Simon Gage deu ao álbum três das cinco estrelas escrevendo: "O famoso falsete ainda está muito em evidência e as músicas, ainda que fortes, se fugirem um pouco para o lado datado com a condução de guitarras e orquestrações exuberantes fazem soar incrivelmente com o estilo da banda a-ha."[carece de fontes?]